# Fiat Tipo (1988)
Fiat Tipo (Type 160) este o mașină compactă, proiectată de casa de design I.DE.A Institute și produsă de producătorul italian Fiat între 1988 și 1995.
Tipo a fost disponibil inițial doar ca hatchback cu cinci uși. Mașina a fost realizată în întregime din panouri de caroserie galvanizate pentru a preveni rugina și a fost construită pe o platformă complet nouă, care a fost folosită ulterior pe alte modele Fiat, dar și Alfa Romeo și Lancia.